# Baptiste Poulard
Pour les articles homonymes, voir Poulard.
Baptiste Poulard, né le 28 janvier 2003 à Vitry-sur-Seine, est un coureur cycliste français.

## Biographie
Baptiste Poulard est originaire de Vitry-sur-Seine. Il commence le cyclisme durant son enfance, en accompagnant son père lors de sorties à vélo,. Intéressé par la compétition, il prend sa première licence sur route en 2018, dans un club parisien. Il est alors âgé de quinze ans. Deux ans plus tard, il décroche sa première victoire individuelle en devenant champion d'Île-de-France chez les juniors. 
En 2021, il se classe deuxième de la course aux points et du scratch aux championnats de France juniors sur piste. L'année suivante, il intègre le SCO Dijon, qui évolue en Nationale 1. Il prolonge l'expérience avec cette équipe en 2023. Ses deux premières saisons espoirs sont néanmoins discrètes. Il obtient pour meilleur résultat une troisième place sur le Prix de Cuiseaux. 
En 2024, il rejoint le VC Pays de Loudéac, l'un des meilleurs clubs bretons. Avec cette formation, il se révèle au niveau national en devenant vice-champion de France amateurs,. La même année, il s'impose au classement général du Tour du Piémont Pyrénéen, après son succès sur l'étape reine. Il termine également premier des Boucles Sérentaises et d'une étape de la Route Vendéenne, ou encore deuxième de l'Estivale Bretonne. Sur le circuit de l'UCI, il parvient à finir deuxième du Kreiz Breizh Elites. 
Grâce à ses bonnes performances, il signe un premier contrat professionnel de deux ans avec la réserve de la structure Arkéa-B&B Hôtels. Il effectue d'abord un stage chez Saint Michel-Mavic-Auber 93, avant d'intégrer l'effectif de la formation bretonne en 2025. Son manager Emmanuel Hubert le décrit comme un coureur au profil de grimpeur.

## Palmarès
- 2020
  - Champion d'Île-de-France sur route juniors
- 2021
  - 2e du championnat de France de course aux points juniors
  - 2e du championnat de France du scratch juniors
- 2023
  - 3e du Prix de Cuiseaux
- 2024
  - Boucles Sérentaises
  - 2e étape de la Route Vendéenne
  - Tour du Piémont Pyrénéen :
    - Classement général
    - 2e étape

  - 2e du championnat de France sur route amateurs
  - 2e du Kreiz Breizh Elites
  - 2e de l'Estivale Bretonne